# 武氏龍屬
武氏龍屬（學名：Vjushkovisaurus），生存於三疊紀中期的俄羅斯。
化石發現於俄羅斯奧倫堡州的索利-伊列茨克，地質年代相當於安尼階。在1982年，V.G. Ochev將這些化石敘述、命名，模式種是V. berdjanensis。化石發現處過去是個河道地形的上層，富含砂岩、碳酸鹽的結核。

## 敘述
大部分勞氏鱷科的腸骨有個上髋臼突（Supra-acetabular process），接鄰股骨頭上側，因此牠們是採「柱狀直立」的四肢步態。武氏龍是種早期勞氏鱷科，並沒有上髋臼突，但腸骨的該部位有個小型隆起。
與其他勞氏鱷科相比，武氏龍的肱骨較短、較寬。但有研究人員提出，武氏龍的唯一肱骨化石，可能屬於堅蜥目。

## 古生物學
當地除了武氏龍化石，還發現離片椎目的乳齒鲵超科、獸孔目的幻嵌齒獸（生存最晚的獸頭類之一）。武氏龍、引鱷、Dongusuchus可能是該地區的大型掠食動物。

## 外部連結
- 武氏龍 （页面存档备份，存于） - Paleobiology Database